# Clima alpino

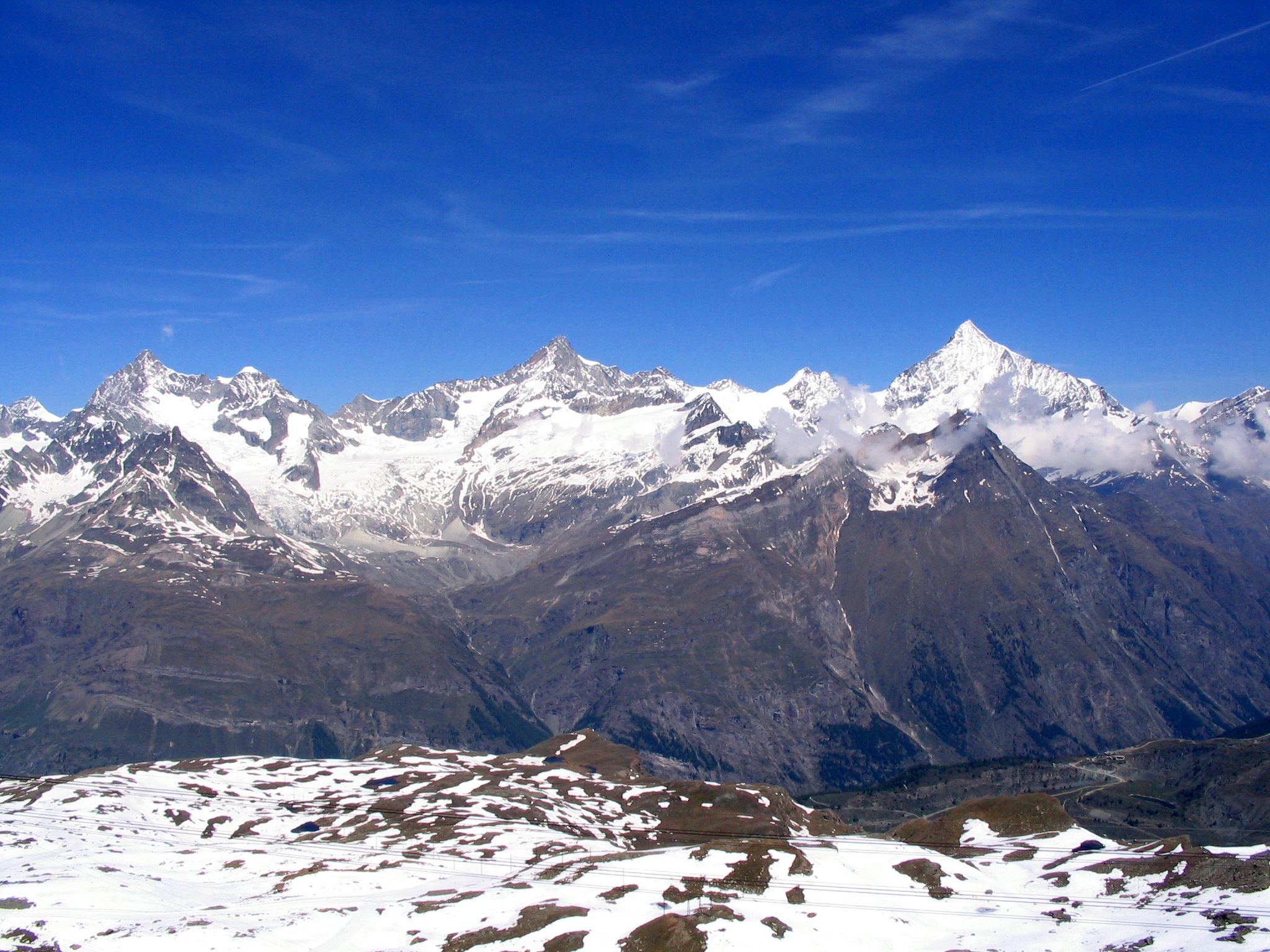
Le Alpi del Vallese

Il clima alpino è l'insieme delle manifestazioni fisiche e climatiche presenti al di sopra della linea degli alberi. È tipico delle catene montuose più importanti come le Alpi.

## Descrizione
Il clima diventa più freddo a quote più elevate, con un gradiente termico verticale di 10 °C per km di elevazione in altitudine: l'aria diventa più fredda quanto più ci s'innalza, in quanto meno densa.
Di conseguenza, salire di 100 metri in montagna equivale grosso modo a muoversi di 80 km verso il più vicino polo (45 primi di grado, equivalenti a 0.75° in latitudine). Si tratta di un'approssimazione evidente, soprattutto in prossimità degli oceani.
I tentativi di quantificare i fattori che danno luogo al clima alpino sono stati numerosi.
Il climatologo Wladimir Köppen scoprì una relazione tra le linee degli alberi artica e antartica, nonché tra tali linee e l'isoterma dei 10 °C: in sostanza dimostrò che le aree soggette a temperature non superiori a 10 °C non sviluppano vegetazione ad alto fusto. Egli associò il clima alpino ai climi nivali e in particolare al clima della tundra. Per differenziare il clima alpino si utilizza, nella classificazione dei climi di Köppen, la lettera H, che viene aggiunta alla sigla (per esempio ET/H). Secondo Troll e Paffen, il clima alpino è invece peculiare e viene inserito in una categoria a parte, quella del clima d'alta montagna.